# サイド バイ サイド 隣にいる人
『サイド バイ サイド 隣にいる人』（サイド バイ サイド となりにいるひと）は、2023年4月14日公開の日本の映画。監督・脚本・原案は伊藤ちひろ、主演は坂口健太郎、企画・プロデュースは行定勲。そこに存在しない「誰かの想い」が見える力を持つ青年の姿を描く「マジックリアリズム」作品。

## あらすじ
未山という青年は霊視の能力を持ち、人々を無償で癒して感謝されていた。東京生まれの未山は各地を彷徨(さまよ)った末に夢のように美しい村に辿り着き、シングルマザーの詩織と知り合って、もう一年ほども滞在していた。未山の能力は病気の癒しや死者を現実の人のように見ることで、彼の隣には度々、他人には見えない物言わぬ金髪の青年が立っていた。
詩織の住む村には暗いトンネルを通らなければ行けず、未山のように訪れる“放浪者”は白っぽい服ばかり着て、働いている様子もなかった。詩織の幼い娘の美々には金髪の青年が見えていて、テレビにミュージシャンとして映ったその男を指して「未山クンの友達」と母に教えた。ネットで後輩の草鹿が未山の思い出を語っていることを知り、東京まで会いに行く未山。未山の横に立っていた金髪の青年は草鹿の“生霊”だったのだ。
草鹿に家まで同行させられ、元・恋人の莉子と対面する未山。高校時代に未山と莉子は付き合っていたが、ある日、エスカレーターで口論した際に莉子が転げ落ちた。混乱した未山は莉子を残して逃げ去り、放浪者となったのだ。高校の後輩として未山と莉子に執着していた草鹿は、「保管していた過去を返す」と、未山に莉子を連れて行くよう促したが、莉子は妊娠していた。
口をきこうとしない莉子を村に連れ帰る未山。詩織の家とは別に借りている土蔵で莉子と同居を始めたが、それを知った詩織は、未山との仲を終らせないために、未山と莉子に自分の家に住むよう提案した。奇妙だが嫉妬や確執の無い穏やかな暮らしの中で、落ち着きを取り戻して行く莉子。
誰にでも優しい未山は詩織親子や莉子の食事を作り、食卓も共にしたが、莉子と深刻な話をしようとはしなかった。しかし、少しずつ打ち解けて行き、ある日、4人で出かけたキャンプで二人きりになった時に、莉子を抱き締めて心から謝罪した。
いつもと変わらぬある日、不意に「居なくなる」未山。季節が移り、出産した莉子は母子で詩織の家に住み続けていた。美々だけには霊となった未山の姿が見えていたが、未山は仲良く赤ん坊を育てる詩織たちを穏やかに見守るばかりだった。

## 登場人物
未山
演 - 坂口健太郎
存在しない「誰かの想い」が見える力を持つ青年。
莉子
演 - 齋藤飛鳥
未山の元恋人。ある事件がきっかけで行方不明になる。
草鹿
演 - 浅香航大
未山の高校時代の後輩であり、ミュージシャン。未山と莉子が遭遇した事件の顛末を知る人物。
美々
演 - 磯村アメリ
詩織の娘。
その他
演 - 茅島成美、不破万作、津田寛治、井口理（King Gnu）
詩織
演 - 市川実日子
未山の恋人で看護師。

## スタッフ
- 監督・脚本・原案：伊藤ちひろ
- 音楽：小島裕規 “Yaffle”
- 主題歌：クボタカイ「隣」（ROOFTOP / WARNER MUSIC JAPAN）[3]
- 劇中挿入歌：クボタカイ「誘蛾灯」
- エグゼクティブプロデューサー：小西啓介、倉田奏補、古賀俊輔、佐藤政治、前信介
- 企画・プロデュース：行定勲
- プロデューサー：小川真司、新野安行
- 音楽プロデューサー：北原京子
- 撮影：大内泰
- 照明：神野宏賢
- 録音：日下部雅也
- 音響効果：岡瀬晶彦（J.S.A.）
- 美術：福島奈央花
- 装飾：遠藤善人
- 衣装：高橋さやか、地紙芽
- ヘアメイクデザイン：倉田明美
- ヘアメイク（坂口健太郎担当）：廣瀬瑠美
- ヘアメイク：吉田冬樹、高品志帆
- 編集：脇本一美
- VFXスーパーバイザー：進威志
- スクリプター：押田智子
- 助監督：木ノ本豪
- 制作担当：大川哲史
- 制作プロダクション：ザフール
- 製作幹事・配給・宣伝：ハピネットファントム・スタジオ
- 製作：「サイド バイ サイド」製作委員会（ハピネットファントム・スタジオ、セカンドサイト、ザフール、トライストーン・エンタテイメント、グラスゴー15）